# チョン・ユミ (1984年生の女優)
チョン・ユミ（정유미、1984年2月23日 - ）は、韓国の女優。漢陽大学芸術大学演劇映画学科卒業。ミスティックストーリー所属。

## プロフィール
- 釜山広域市生まれ。身長167cm、45kg[1]。
- 2003年、ロッテのキシリトールガムのCFでデビュー。
- ドラマデビューは、2004年の「愛情の条件」。
- ハングル表記が同じチョン・ユミ（鄭 裕美）が受賞した時には、知人から祝福のメールが送られてきたことがあった[4]。
- 特技は、中国語、日本語、スポーツダンス。中国語は、旅行できるくらいの語学力がある[4]。
- 一人娘である[4]。

## 出演作品

### テレビドラマ
- 愛情の条件（2004年、KBS） - メン・ハンジ役
- 花王の仙女様（2004年、KBS） - ムビンの妹役
- 五星大飯店〜Five Star Hotel〜（2007年、CCTV） - キム・ジエ役
- 大王世宗（2008年、KBS） - ハン・ダヨン役
- 宝石ビビンバ（2009年-2010年、MBC） - イ・ガンジ役
- チング 〜愛と友情の絆〜（2009年、MBC） - ミン・ウンジ役
- トンイ（2010年、MBC） - ナム・チョンイム役
- 千日の約束（2011年、SBS） - ノ・ヒャンギ役
- 屋根部屋のプリンス（2012年、SBS） - ホン・セナ役
- ワンダフル・ラブ～愛の改造計画～（2013年、SBS） - コ・ヨンチェ役
- 春の輪舞曲＜ロンド＞（2014年、MBC） - ソ・ユンジュ役
- イニョプの道（2014年、JTBC） - クク・イニョプ役
- 六龍が飛ぶ（2015年 - 2016年、SBS） - ヨニ役
- マスター・ククスの神（2016年、KBS） - チェ・ヨギョン役
- 青い海の伝説（2016年-2017年、SBS） - キム・ヘジン役
- 素晴らしき、私の人生（2017年-2018年、SBS） - ハ・ドナ役
- ジャスティス-検法男女-（2018年、MBC） - ウン・ソル役
- ブリースト（2018年-2019年、OCN） - ハム・ウンホ役
- ジャスティス-検法男女-2（2019年、MBC） - ウン・ソル役
- 私たち、他人になれるかな？（2023年、ENA） - ナ・スヨン役
- セレブリティ（2023年、Netflix） - ファン・ユリ役

### 映画
- 人形霊（2004年） - ヨンウン役
- ダンサーの純情（2005年） - オ・ミス役
- 二人だ（2007年） - イ・ミョンヒ役
- ファン・ジニ 映画版（2007年） - イグミ役
- きみはペット（2011年） - イ・ヨンウン役
- ワンダフル・ラジオ（2012年） - ナンソル役
- トンネル3D（2014年） - ウンジュ役

### バラエティ番組
- 私たち結婚しました シーズン4（2014年）

### ラジオ
- チョン・ユミのFMデート（MBCラジオFM4U、2016年9月 - ）

## 受賞歴
- 2011年 SBS演技大賞 ニュースター賞（千日の約束）
- 2012年 SBS演技大賞 優秀演技賞（屋根部屋のプリンス）
- 2013年 MBC放送芸能大賞 ショーバラエティー部門 女性新人賞